# بطولة النساء إن اكس تي
 أثقل بطل وزنابطولة النساء إن اكس تي]]أخف بطل وزنابطولة النساء إن اكس تي]]
بطولة دبليو دبليو إي للسيدات أو (بالإنجليزية: WWE NXT Women's Championship)‏ هي بطولة المصارعة العالمية الترفيهية. وهي بطولة نسائية مستخدمة في عرض الواهب ان اكس تي.